# Зеген, Майкл
Майкл Джо́натан Зе́ген (англ. Michael Jonathan Zegen, род. 20 февраля 1979, Риджвуд, Нью-Джерси) — американский актёр. Наиболее известен по роли Дуайта, подростка с проблемами, в «Позднем шоу с Дэвидом Леттерманом», Багси Сигела в телесериале «Подпольная империя» и Джоэла Мейзела в телесериале «Удивительная миссис Мейзел».

## Биография
Отец Зегена был адвокатом, а мать учительницей. У него есть два брата. Родился в еврейской семье. Его бабушка родом из Украины. Дедушка и бабушка по линии матери пережили Холокост. В 2001 году он окончил колледж Скидмор.

## Фильмография
| Год  | Название на русском           | Название на английском                   | Роль         | Примечания |
| ---- | ----------------------------- | ---------------------------------------- | ------------ | ---------- |
| 2005 |                               | Bittersweet Place                        | Тодд         |            |
| 2007 | Девушка по соседству          | The Girl Next Door                       | Эдди         |            |
| 2008 | Убийство школьного президента | Assassination of a High School President | Стивен Ломан |            |
| 2009 | Парк культуры и отдыха        | Adventureland                            | Эрик         |            |
| 2009 | Штурмуя Вудсток               | Taking Woodstock                         | Берни        |            |
| 2009 | Посылка                       | The Box                                  | Гарсин       |            |
| 2012 | Милая Фрэнсис                 | Frances Ha                               | Бэнджи       |            |
| 2015 | Бруклин                       | Brooklyn                                 | Маурицио     |            |
| 2018 | Тайрел                        | Tyrel                                    |              |            |
| 2018 | Чайка                         | The Seagull                              | Михаил       |            |

| Год       | Название на русском        | Название на английском    | Роль                | Примечания                  |
| --------- | -------------------------- | ------------------------- | ------------------- | --------------------------- |
| 2004      | Клан Сопрано               | The Sopranos              | парень на вечеринке | 1 эпизод                    |
| 2004—2011 | Спаси меня                 | Rescue Me                 | Дэмиен Кифи         | 42 эпизода                  |
| 2006      | Продюсер                   | Love Monkey               | Лютер               | 1 эпизод                    |
| 2009      | Милосердие                 | Mercy                     | Джейсон Кинер       | 1 эпизод                    |
| 2011      | Как преуспеть в Америке    | How to Make It in America | Энди Зусман         | 4 эпизода (сезон 2)         |
| 2011—2014 | Подпольная империя         | Boardwalk Empire          | Багси Сигел         | 11 эпизодов (сезоны 2—3; 5) |
| 2012      | Ходячие мертвецы           | The Walking Dead          | Рэндалл Калвер      | 4 эпизода (сезон 2)         |
| 2014      | Девчонки                   | Girls                     | Джо                 | 3 эпизодов (сезон 3)        |
| 2017—2023 | Удивительная миссис Мейзел | The Marvelous Mrs. Maisel | Джоэл Мейзел        | 18 эпизодов (сезоны 1—3)    |